# 紀三井寺参詣曼荼羅
紀三井寺参詣曼荼羅（きみいでらさんけいまんだら）は紀三井寺を描いた社寺参詣曼荼羅。

## 図像の読解
紀三井寺参詣曼荼羅は、かつて紀三井寺境内の子院のひとつで、穀屋であった穀屋寺が所蔵する作例1点が伝来する。かつて比丘尼寺であった穀屋寺には熊野観心十界曼荼羅も伝来することから、熊野三山の本願との関係も想定されている。
霊場において中心に描かれるのは、本尊たる十一面観世音菩薩を祀る本堂観音堂である。観音堂は8本の桜に囲まれて描かれているが、桜は聖俗の空間を分節化する象徴的な記号として参詣曼荼羅にしばしば描かれている植物である。『紀伊続風土記』には紀三井寺境内の多くの子院の名が記されているが、画面中にはそれらの姿は描かれず、作成主体による要否の選択によるものである。本堂左に唯一つだけ描かれる子院らしき坊舎は、『紀伊続風土記』の記述などから穀屋坊（のちの穀屋寺）である。穀屋寺は歴史的には尼寺であったが、画面中の坊舎には比丘尼の姿は見えず、拝殿と思しき建物の前を、小比丘尼に引き連れられて行く女性の集団が見られるのみである。

### 縁起の人物像
図像中には184人の人物が登場し、参詣曼荼羅の典型とでもいうべき人物像とともに、年中行事や縁起、霊験譚などといった紀三井寺に固有の図像として以下のような図像が描かれている。なかでも、図像2、3、7は紀三井寺の縁起に直接の由来を求めることができる図像である。
1. 巨勢金岡と筆捨松・硯石
2. 海中の梵鐘と布引松
3. 為光上人と龍女の対面
4. 拝殿における読経
5. 本堂における女性の参籠
6. 寺僧による法会
7. 龍女が捧げる灯明
8. 和歌浦玉津島明神と衣通姫

また、図像4は、開創縁起にある、為光上人が書写した大般若経600巻の件につながるものであろう。図像5もやはり開創縁起にまつわる図像である。紀三井寺の応同樹は龍神がもたらしたものといい、その葉には難産を避け、乳が出るという利益があるとされている。本堂に参籠する女性は龍女と解され、この樹をもたらした龍神に対する安産祈願の信仰が描かれている。
図像は6箇所に4つのまとまりで描かれている。第1は、画面中央に描かれている観音堂の左上から始まり、画面右下の布引松の情景へ向かって、左上から右下へ進む。灯明を奉じた龍女が現れ、紀三井寺の開祖為光上人に済度を願う（図像2）。龍女と対面した為光上人が済度すると龍女は龍神の本体を表す（図像3、観音堂左下に描かれる仁王門上部）。次いで、竜宮に招かれた為光上人が地上に帰ると、梵鐘が海中から浮上し、人々は海辺にあった松に白布をかけてこれを引き上げた。ここから、この松を布引の松と称するようになった（図像7、画面右下）。
第2は、左下に単独で描かれる「和歌浦玉津島明神と衣通姫」の図像である（図像8）。これは和歌浦に鎮座する玉津島明神の縁起にまつわる図像である。紀三井寺参詣曼荼羅の人物としてただ一人、十二単を身にまとう正装の貴女が描かれている。この人物は祭神たる衣通姫が描かれているものと解釈され、身体は正面向きであるものの視線を右上へ向けた姿で描かれている。
第3は、玉津島の鳥居の傍らの浜辺に描かれる鶴の姿である。海浜を描く参詣曼荼羅は他にもあるが、鶴を描いた例は類がなく、和歌浦に固有の結びつきをもつ図像と解される。和歌浦の一隅に葦辺浦と呼ばれる場所があり、『紀伊国名所図会』に多数の鶴が舞い遊ぶ白砂青松の光景として謳われている。この情景は山部赤人の詠歌（『万葉集』919）を通じて知らしめられたことを考え合わせるとき、鶴の図像は実景であるとともに「赤人詠とその系列下の詩的言語を内有した形象としてよいだろう」。すなわち、玉津島明神が和歌の神としても崇敬されてきたことと関連するだけでなく、中世末期に至ってもなお和歌浦の美観や玉津島を語るときに赤人詠への参照が不可欠であったことを示している。
第4は画面右上、第2の衣通姫の視線の延長線上に存在するひとりの男である（図像1）。この男は、画面右端の登山道の上部に折烏帽子に狩衣であぐらをかいて座り込み、その膝元には硯と筆が置かれ、傍らには一本の松がそびえている。男はまた、遠望するように右手をかざし、その視線の先には和歌浦と鶴がいる。この情景は筆捨松の伝承にまつわるものと考えられている。
この男の図像が描かれる登山道の左側には、寺域の単なる岩塊とは解し得ないほどの巨大な岩が描かれ、加えて男の左下には雲形がたなびいている。参詣曼荼羅における雲霞の描写は高低や遠近といった隔たりを表すための通例として用いられるものであることから、男のいる場所は紀三井寺やその周辺とは隔たった場所である。筆捨松の伝承を手がかりにするならば、男のいる場所は藤白坂であり、男は巨勢金岡であると推定される。藤白坂は熊野参詣道の一部であり、畿内から藤白坂に至るには、名草山の東方を通る参詣道を南下して藤白王子を経て、さらに南西へ進む。この坂に登るとき、参詣者は和歌浦の湾を一望におさめることができ、その様は多くの人の心を捕らえてきただけでなく、和歌の歌枕となるような景勝地であった。とするならば、下方にある3棟の祠は藤白王子であり、上方にあるのは塔下王子ないしは地蔵峯寺であろう。地蔵峯寺は今日では地蔵堂を残すに過ぎないが、中世末期には繁栄をみせていた寺院であり、その境内には諸国行脚の念仏聖の姿が描かれている。

### 図像の秩序
こうして見てみると、一見して錯雑して見える画面中の図像は、ある秩序をもって描かれていることが分かる。第1のまとまりの図像は画面左上と右下を結ぶ対角線を構成し、第2から第4の図像は、画面右上と左下を結ぶ対角線を構成する。すなわち、紀三井寺の縁起にまつわる図像とその周囲の名所をめぐる図像は、対角線に沿ってX字状に配されることにより、画面に秩序をもたらしている。寺域を構成する地物もまた、秩序を画面にもたらすように配されている。中央に桜に囲まれて描かれる観音堂は、いうまでもなく本尊たる十一面観世音菩薩を祀る本堂であり、その四囲には、紀三井寺の名の由来となった三井水（清浄水・吉祥水・養老水）、聖俗の境界たる仁王門が描かれる。これらの地物を結ぶと、観音堂と仁王門は聖俗を結ぶ経路として画面の縦の軸に、そして三井水と観音堂を結ぶ線は横の中心線となり、その延長線上には藤白王子の堂舎を見出すことができる。
前述のように、紀三井寺参詣曼荼羅はその中央に描かれた紀三井寺と右端の藤白坂とに画然と分かたれている。両者は本来異質な存在であるが、同一の画面中に収められる限りにおいて、世に聞こえた和歌浦一帯の風光を語るため引き合いに出される事物としての同質性によって結び付けられ、縁起譚と在地伝承を一図に収めた一幅の名所図となっているのである。

## 紀三井寺参詣曼荼羅と寺内組織

### 作成年代
紀三井寺参詣曼荼羅は中世末期（16世紀後半）の作と推定される。元禄11年（1698年）の「穀屋寺移転ニ付口上書」には、穀屋比丘尼の春古は豊臣秀吉の紀州攻めに際して、秀吉との直接交渉により山内安堵の証文を得て、焼討を回避した（天正13年〈1585年〉）とある。また、「穀屋寺移転ニ付口上書」には、多宝塔建立の再興縁起（文安6年〈1449年〉）や本堂観音堂の再興勧進帳（大永2年〈1522年〉）を所蔵すると記されている。こうした点から、仁王門（永正6年〈1509年〉建立）も含めて、秀吉の紀州攻めにさかのぼる年代に建立された諸堂の勧進に穀屋坊が関わっていたことが分かる。画面中の坊舎に比丘尼の姿が見えないことから、本堂左の坊舎を穀屋坊ではなく元和年間（1615年～1624年）に移転した本坊護国院とする解釈も不可能ではないが、元和7年（1621年）創建の紀州東照宮の描写を欠いており、制作年代は17世紀以降までくだることはないと考えられる。
しかし、護国院が開かれた天正14年（1586年）以後の勧進活動は、護国院の勢力の伸張を考えても、穀屋坊のみによるものとは考え難い。大永2年（1522年）の大修復は、穀屋坊が単独で携わったことが史料上明確であるが、その後の万治3年（1660年）の加修は護国院の手によるものであり、今日の本堂は宝暦9年（1759年）建立のものであることから、大永2年の大修復は大きな画期であると言えるだろう。紀三井寺参詣曼荼羅の作成年代は中世後期という以上には確定できないが、16世紀に作成された初期の参詣曼荼羅として位置づけられる。

### 護国院と穀屋
社寺参詣曼荼羅と本願には深いかかわりを認めるのが通説であるが、その具体的なありかたは個別の寺社に応じて一様ではない。紀三井寺参詣曼荼羅を所蔵する穀屋寺の名にもある「穀屋」とは、米などの穀物を喜捨として集める勧進聖の活動拠点を指しており、境内での穀屋坊舎の存在は、本願勢力による勧進活動が行われていたことを示唆する。穀屋寺は、紀三井寺参詣曼荼羅や熊野観心十界曼荼羅の他、元禄11年（1698年）付の「穀屋寺移転ニ付口上書」には、前述の再興縁起（文安6年〈1449年〉）や再興勧進帳（大永2年〈1522年〉）を所蔵するほか、勧進活動に関連して観音御影や牛玉宝印の版木を所持して配札を行っていたこと、さらには比丘尼寺であったことを伝えており、これらの点から穀屋坊が絵解きを行っていた可能性は高く、参詣曼荼羅の使用者であったことは推定できるものの、作成主体であったことを裏付けるに至るものではない。具体的な寺社の名を挙げるには至らないとはいえ、熊野観心十界曼荼羅をあわせて伝来することから、穀屋は熊野三山の本願所を本寺ないし出自としていると推定され、熊野の本願に所縁の工房で作成され、下賜に近い形で穀屋の所持となったと考えられる。
紀三井寺における穀屋坊は、熊野那智山などと同じように、近世に本坊との対立の末に衰退する事例の一つと考えられてきた。しかし、本坊護国院それ自体が本願勢力であり、学侶と本願の対立という図式で穀屋坊の衰退をとらえることは出来ない。前述の通り、元禄10年（1697年）の「紀三井寺再興覚書」には、穀屋比丘尼の春古が秀吉との交渉により焼討を回避した（天正13年〈1585年〉）とあるが、これはあくまで穀屋の側の立場ではあるものの、穀屋は本願護国院に先立つものであるという主張の一環である。「紀三井寺再興覚書」の記すところによれば、護国院は秀吉の紀州攻め以後の天正14年（1586年）に寺内に進出した新興勢力であり、勧進活動の道具である観音御影・牛玉宝印すら穀屋を模倣して活動にあたっていたといい、為光上人が竜宮から持ち帰った七つの宝物の一つである錫杖も本来は穀屋の所持に帰するものであったという。結局、穀屋は護国院によって本堂の側を追われて仁王門外に移動させられ、山内の子院の一つから末寺に格下げされるに至った。このような紀三井寺の本願護国院と穀屋の関係は、勧進聖の中での男僧と尼僧の支配関係の優劣をうかがえる事例とすることもできよう。

## 文化財
- 穀屋寺紙本着色 紀三井寺縁起絵図 1幅 - 法量縦148.6×横170.3センチメートル[1]。和歌山市指定文化財（絵画、1969年〈昭和44年〉12月11日指定）[37]。

## 文献
- 岩鼻 通明、1996、「西国霊場の参詣曼荼羅にみる空間表現」、真野 俊和（編）『本尊巡礼』、雄山閣出版〈講座日本の巡礼 第1巻〉 ISBN 4-639-01363-9 pp. 127-141
- 大高 康正、2012、『参詣曼荼羅の研究』、岩田書院 ISBN 978-4-87294-765-6
- 徳田 和夫、1992、「社寺参詣曼荼羅 続考 - その1 紀三井寺参詣曼荼羅の物語図像」、『絵解き研究』（10）、岩田書院 pp. 33-45
- 吉井 敏幸、1984、「近世初期一山寺院の寺僧集団」、『日本史研究』（266）、日本史研究会、NAID 40002929775 pp. 45-72